# Ponte Francis Scott Key
Il ponte Francis Scott Key (in inglese Francis Scott Key Bridge), noto originariamente anche come Outer Harbor Crossing, talvolta semplicemente indicato come Key Bridge o Beltway Bridge, è stato un ponte a travata continua ad arco in acciaio che attraversava il fiume Patapsco e il porto di Baltimora, nel Maryland. Costituiva un tratto della Maryland Route 695. La campata principale, lunga 366 m, era la terza più lunga al mondo tra quelle a travata continua. Era anche il ponte più lungo dell'area metropolitana di Baltimora.

## Storia
Costruito a partire dal 1972, il ponte è stato aperto al traffico il 23 marzo 1977 e fu intitolato a Francis Scott Key, autore dell'inno nazionale americano. Il ponte era il più esterno dei tre attraversamenti a pedaggio del porto di Baltimora (due tunnel e un ponte). Una volta completato, la struttura del ponte e le sue rampe divennero gli ultimi collegamenti della Interstate 695 (la "Baltimore Beltway"), completando un progetto durato due decenni. Nonostante la segnaletica I-695, il ponte è stato ufficialmente considerato parte del sistema autostradale statale ed è stato designato come Maryland Route 695.

### L’incidente della Portacontainer Dali
Il 26 marzo 2024, intorno all'1:30 del mattino, il ponte è crollato in seguito alla collisione della nave cargo Dali con uno dei pilastri che lo sostenevano. Subito dopo l’incidente, sono presto partite le operazioni di soccorso, che hanno tristemente recuperato i corpi di due operai, al lavoro quella notte.
In seguito, viste le problematiche dovute al crollo ed ai detriti, il Porto di Baltimora è stato chiuso a tempo indeterminato, così come le strade verso il ponte, portando ad un importante danno economico per lo stato, il quale ha presto approvato dei sussidi per i lavoratori colpiti e dichiarato, tramite il Governatore Wes Moore, lo stato di emergenza, autorizzando così l’intervento federale. Quest’ultimo, su ordine del Presidente Joe Biden, ha visto un immediato avvio della rimozione dei detriti, impiegando l’USACE e reparti della Marina, e la promessa di ricostruzione del ponte interamente con i fondi nazionali.
Il 2 aprile, dunque, dopo complicati interventi strutturali, è stato aperto un canale di transito provvisorio, mentre il 14 maggio, grazie ad altri interventi e demolizioni controllate, è stato pienamente eliminato tutto il resto del ponte, venendo allo stesso tempo rimossa la portacontainer incidentata.
L’11 giugno, infine, è stato riaperto pienamente al transito l’intero canale. Le previsioni di apertura di un nuovo ponte, tuttavia, sono state stimate a non prima del 2028.